# Веккьяно
Веккья́но (итал. Vecchiano) — коммуна в Италии, расположена в области Тоскана, в провинции Пиза.
Население коммуны, на 01.01.2024 года, составляет 11 807 человек, плотность населения ─ 174,79 чел./км². Коммуна занимает площадь 67,55 км². Почтовый индекс — 56019. Телефонный код — 050.
Покровителем коммуны почитается святой Александр, празднование 3 мая.

## Демография
Динамика населения:

## Администрация коммуны
- Официальный сайт: https://web.archive.org/web/20060503075215/http://www.comune.pisa.it/doc/vecchiano/